# D/1766 G1 (Helfenzrieder)
D/1766 G1 (Helfenzrieder) – kometa krótkookresowa, należąca do rodziny Jowisza oraz obiektów bliskich Ziemi. Uznawana obecnie za zaginioną.

## Odkrycie
Kometa została odkryta 1 kwietnia 1766 roku w Dillingen an der Donau. Odkrywcą jej był Johann Evangelist Helfenzrieder.

## Orbita komety i właściwości fizyczne
Orbita komety D/1766 G1 (Helfenzrieder) miała kształt elipsy o mimośrodzie 0,84. Jej peryhelium znajdowało się w odległości 0,4 j.a., aphelium zaś 4,92 j.a. od Słońca. Jej okres obiegu wokół Słońca wynosił 4,35 roku, nachylenie do ekliptyki to wartość 7,86˚.
Jądro tej komety miało rozmiary maks. kilku km.